# Point Blank (Texas)
Point Blank es una ciudad ubicada en el condado de San Jacinto en el estado estadounidense de Texas. En el Censo de 2010 tenía una población de 688 habitantes y una densidad poblacional de 127,53 personas por km².

## Geografía
Point Blank se encuentra ubicada en las coordenadas 30°44′54″N 95°12′49″O / 30.74833, -95.21361. Según la Oficina del Censo de los Estados Unidos, Point Blank tiene una superficie total de 5.39 km², de la cual 5.24 km² corresponden a tierra firme y (2.88%) 0.16 km² es agua.

## Demografía
Según el censo de 2010, había 688 personas residiendo en Point Blank. La densidad de población era de 127,53 hab./km². De los 688 habitantes, Point Blank estaba compuesto por el 84.01% blancos, el 12.94% eran afroamericanos, el 1.16% eran amerindios, el 0% eran asiáticos, el 0% eran isleños del Pacífico, el 0.15% eran de otras razas y el 1.74% pertenecían a dos o más razas. Del total de la población el 3.49% eran hispanos o latinos de cualquier raza.